# Anima nera (film 1962)
Anima nera è un film del 1962 diretto da Roberto Rossellini.
Il soggetto è tratto dalla omonima commedia di Giuseppe Patroni Griffi.

## Trama
Dopo molti anni in cui ha condotto una vita discutibile e scapestrata, Adriano decide di sposare Marcella, una ragazza che proviene da una famiglia borghese, la quale, però, contraria a questo matrimonio, la ripudia. Il losco passato di Adriano riemerge quando si fa viva con lui Olga, una donna che lo manteneva, che gli chiede la restituzione di un debito che in passato aveva contratto con lei.
Per far fronte a queste richiesta Adriano dovrebbe accettare un'eredità proveniente da un nobile di Torino. Ciò fa emergere che con costui lui aveva avuto un rapporto equivoco. Quando la sorella del defunto svela la verità a Marcella, questa, disgustata, decide di abbandonare Adriano. L'uomo, a questo punto, avvia una relazione con Mimosa, una donna di discussa moralità.
Marcella, pentita del suo gesto, torna a casa dal marito, dove trova Mimosa, che la rimprovera della sua incomprensione nei confronti di Adriano, critiche che la donna sembra accettare. Cerca quindi di ricostruire il loro rapporto, ponendo però la condizione che Adriano rifiuti quella eredità. Vuole quindi convincere il marito e parla a lungo con lui, il quale, però, annoiato, annuisce, ma fa soltanto finta di ascoltarla.

## Accoglienza

### Critica
Il film non ebbe grande accoglienza. Per Valentino Di Carlo «testo teatrale e film si limitano a prendere atto che l'anima di Adriano è veramente nera nonché della esistenza di un mondo corrotto e depravato. Ma Rossellini si è ben guardato dal darci una sua interpretazione di questo ambiente, un suo giudizio sui personaggi. Gassman sembra tornato ai bei tempi dei felloni tutto d'un pezzo di Riso amaro»
Di analogo tenore, pur lodando l'interpretazione di Gassman, La Stampa: «il regista non si è accorto che l'azione qui è soltanto apparente come simulati sono i sentimenti e le passioni. Così che il film annaspa in un fitto dialogo dietro al quale c'è quasi sempre il vuoto. Rossellini non era davvero il regista più adatto per riempirlo».
Lo stesso Gassman, il principale interprete, diede un giudizio molto critico sulla pellicola: «Anima nera fu un vero obbrobrio, che però in fondo sono contento di aver fatto perché è l'unica cosa che ho fatto con Rossellini che io ho sempre ammirato forse più di qualunque altro. Anima nera - continua Gassman - è forse il peggior film di Rossellini in cui lui era arrivato ad un tale disgusto cinico che la più parte del tempo non c'era, cioè mi diceva: "senti Vittorio tu sai tutto, tu sei quel grande attore che sei [...] alle volte la presenza del regista disturba... io vado via due orette fate voi...voi sapete..." Nell'insieme ne venne fuori un film quasi osceno» Giudizio che l'attore ribadì anche in un'altra occasione: «Anima nera è stata una esperienza negativa, davvero negativa. Un film scadente [...] un film sbagliato, un film mediocre.»
In un'altra occasione l'attore scrisse «la mia scarsa concentrazione nel lavoro si accordò magnificamente con il distacco che ormai Roberto manifestava nei confronti del cinema. Un giorno [...] pur di non spostarsi da Roma ad Ostia, inventò un complicatissimo sistema di specchi per proiettare un fondo marino nel teatro di posa. Il risultato fu orrendo: io e Nadia Tiller sembravamo due dementi che amoreggiano in un acquario...»

## Curiosità
Negli stessi giorni in cui usciva Anima nera, veniva presentato nelle sale cinematografiche anche Mondo sulle spiagge diretto dal figlio di Roberto, Renzo Rossellini, allora ventunenne. Il film apparteneva al filone, a quel tempo molto in voga, di inchiesta sexy, dove l'apparente indagine era in realtà il pretesto per una serie di scene di spogliarello e rivista. Fu stroncato dalla critica.